# Grala-Dąbrowizna
Grala-Dąbrowizna – wieś w Polsce położona w województwie mazowieckim, w powiecie siedleckim, w gminie Skórzec. Ma status sołectwa. Miejscowość położona jest przy drodze wojewódzkiej nr 803, nad rzeczką Skurczyk dopływem Kostrzynia.
We wsi znajduje się Szkoła Podstawowa im. Kawalerów Orderu Uśmiechu, która leży na terenie dawnego majątku rodziny Rakowieckich. Działa tam także Ochotnicza Straż Pożarna oraz świetlica środowiskowa. W miejscowości tej mieści się Wioska Indiańska "Grala". 
W latach 1954–1959 wieś należała i była siedzibą władz gromady Grala-Dąbrowizna, po jej zniesieniu w gromadzie Skórzec. W latach 1975–1998 miejscowość administracyjnie należała do województwa siedleckiego.